# Five Peaks Challenge

Carte des sommets du Five Peaks Challenge.

Le Five Peaks Challenge (littéralement « challenge des cinq pics » en français) est un défi consistant à gravir successivement les points culminant de l'Angleterre, de l'Irlande du Nord, de l'Écosse et du pays de Galles au Royaume-Uni ainsi que de la république d'Irlande en 48 heures, en incluant tous les déplacements, sans violer les limites de vitesse ou les temps de conduite recommandés. Il s'agit d'une extension du National Three Peaks Challenge, qui n'inclut que les plus hauts sommets de Grande-Bretagne.
Les cinq sommets sont :
- le Scafell Pike (978 m), en Angleterre ;
- le Slieve Donard (849 m), en Irlande du Nord ;
- le Carrauntuohil (1 038 m), en république d'Irlande ;
- le Ben Nevis (1 345 m), en Écosse ;
- le mont Snowdon (1 085 m), au pays de Galles.